# Seegefecht bei Helgoland (1864)
Missunde • Königshügel • Danewerk • Schlei • Oeversee • Jütland • Vejle • Jasmund • Düppeler Schanzen • Fredericia • Helgoland • Alsen • Lundby • Nordfriesische Inseln
Das Seegefecht bei Helgoland wurde in der Nordsee am 9. Mai 1864 während des Deutsch-Dänischen Krieges zwischen den Seestreitkräften Österreichs und Preußens einerseits und Dänemarks andererseits ausgetragen. Der österreichische Befehlshaber Wilhelm von Tegetthoff brach das Seegefecht ab, nachdem sein Flaggschiff in Brand geschossen war. Er zog sein Geschwader in den Schutz der neutralen Gewässer um Helgoland zurück, das damals zu Großbritannien gehörte. Der taktische Sieg der Dänen hatte jedoch keine Auswirkungen auf den Krieg in Jütland. Am 12. Mai trat ein allgemeiner Waffenstillstand in Kraft, Dänemark hatte den Krieg verloren.
Dies war das letzte Seegefecht zwischen Holzschiffen und zugleich das letzte, an dem Dänemark beteiligt war.

## Seekriegsverlauf vor dem Seegefecht
Nach Beginn des Krieges am 1. Februar 1864 erklärte Dänemark am 26. Februar eine Seeblockade gegen alle schleswig-holsteinischen und am 8. März auch gegen alle preußischen Häfen. Die dänische Seeblockade wurde zunächst von der Schraubenfregatte Niels Juel und später von der Schraubenkorvette Dagmar sichergestellt. Letztere brachte bereits am 18. März vor Texel den hamburgischen Schoner Tekla Schmidt auf.
Da die preußische Marine gegenüber der dänischen zu schwach war, entsandte die kaiserliche österreichische Kriegsmarine Anfang März 1864 aus der Adria ein Geschwader. Es bestand aus den beiden Fregatten Schwarzenberg und Radetzky sowie dem Kanonenboot Seehund. Den Oberbefehl hatte Linienschiffskapitän Wilhelm von Tegetthoff. Die Seehund wurde im Ärmelkanal bei einem Unfall beschädigt und musste einen englischen Hafen anlaufen. Anfang Mai erreichten die beiden österreichischen Fregatten die Nordsee.
Preußen hatte wegen des drohenden Krieges ein kleines Geschwader unter dem Befehl von Korvettenkapitän Gustav Klatt aus dem Mittelmeer zurückbeordert. Es bestand aus dem Raddampfer Preussischer Adler und den beiden Kanonenbooten Basilisk und Blitz. Die österreichischen und preußischen Einheiten vereinigten sich vor Texel.
Dänemark bildete seinerseits Ende März ein Nordseegeschwader unter Orlogskapitän Edouard Suenson, das aus der Niels Juel, der Dagmar und der Schraubenkorvette Hejmdal bestand. Zu seinen Aufgaben gehörte der Schutz dänischer Handelsschiffe, das Aufbringen deutscher Schiffe und das Bekämpfen feindlicher Kriegsschiffe in der Nordsee. Nachdem die Dagmar durch die Schraubenfregatte Jylland abgelöst wurde, patrouillierte das dänische Geschwader in der Nordsee und erwartete die Österreicher.

## Die beteiligten Schiffe

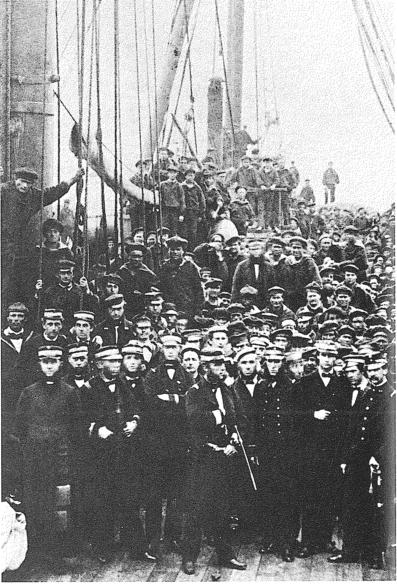
Tegetthoff mit versammelter Besatzung auf seinem Flaggschiff Schwarzenberg

| Dänemark (Edouard Suenson) | Dänemark (Edouard Suenson) | Dänemark (Edouard Suenson) | Dänemark (Edouard Suenson) | Dänemark (Edouard Suenson) |
| -------------------------- | -------------------------- | -------------------------- | -------------------------- | -------------------------- |
| Schiff                     | Schiffstyp                 | Kanonen                    | Besatzung                  | Kommandant                 |
| Niels Juel                 | Schraubenfregatte          | 42                         | 422                        | Gottlieb                   |
| Jylland                    | Schraubenfregatte          | 44                         | 327                        | Holm                       |
| Hejmdal                    | Schraubenkorvette          | 16                         | 260                        | Lund                       |

| Österreich (Wilhelm Freiherr von Tegetthoff) | Österreich (Wilhelm Freiherr von Tegetthoff) | Österreich (Wilhelm Freiherr von Tegetthoff) | Österreich (Wilhelm Freiherr von Tegetthoff) | Österreich (Wilhelm Freiherr von Tegetthoff) |
| -------------------------------------------- | -------------------------------------------- | -------------------------------------------- | -------------------------------------------- | -------------------------------------------- |
| Schiff                                       | Schiffstyp                                   | Kanonen                                      | Besatzung                                    | Kommandant                                   |
| Schwarzenberg                                | Schraubenfregatte                            | 51                                           | 498                                          | Tegetthoff                                   |
| Radetzky                                     | Schraubenfregatte                            | 37                                           | 372                                          | Jeremiasch                                   |

| Preußen           | Preußen     | Preußen | Preußen   | Preußen    |
| ----------------- | ----------- | ------- | --------- | ---------- |
| Schiff            | Schiffstyp  | Kanonen | Besatzung | Kommandant |
| Preußischer Adler | Raddampfer  | 4       | 110       | Klatt      |
| Blitz             | Kanonenboot | 3       | 66        | Mac Lean   |
| Basilisk          | Kanonenboot | 3       | 66        | Schau      |

## Das Seegefecht

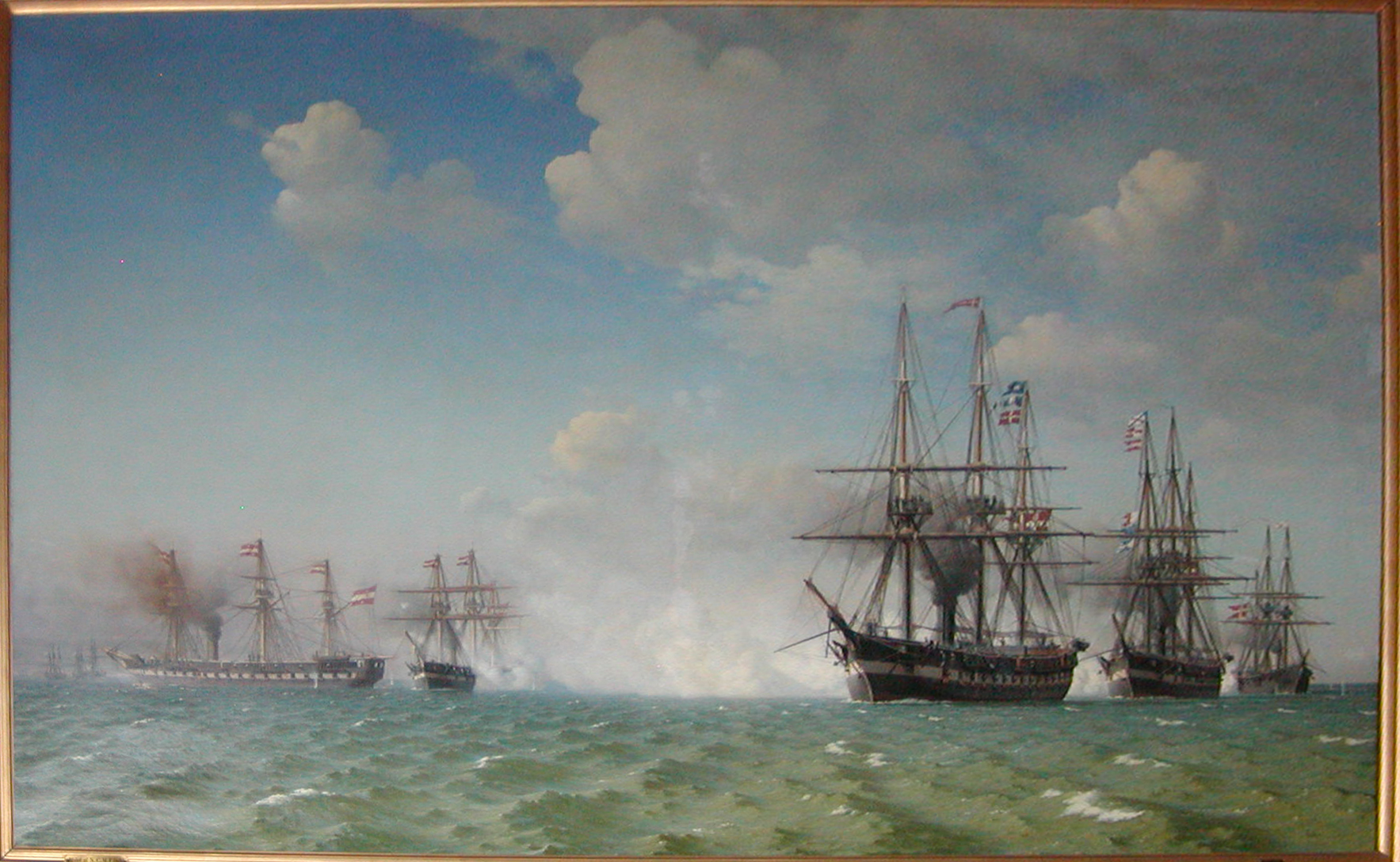
Schlacht bei Helgoland: Gemälde von Niels Carl Michael Flindt Dahl

Das dänische Geschwader kam am 9. Mai 1864 von Norden und sichtete gegen 10 Uhr vor Helgoland ein Schiff: die britische Fregatte HMS Aurora. Bald danach entdeckten die Dänen in Südsüdwest zwei österreichische und drei preußische Schiffe. Die beiden Geschwader nahmen Kurs aufeinander, und gegen 13:15 Uhr eröffnete die Schwarzenberg das Feuer; die Dänen schossen erst bei deutlich geringerem Abstand. Die Österreicher liefen mehr westlich, um vor den dänischen Schiffen deren Kurs zu kreuzen, woraufhin diese etwas nach Backbord abdrehten. Die dänischen und österreichischen Schiffe passierten einander unter heftigem Beschuss in einem Abstand von etwa 1800 Metern. Da die preußischen Kanonenboote zurückgeblieben waren, ließ Tegetthoff zu ihnen wenden, damit sie nicht abgeschnitten würden. Die beiden Geschwader liefen danach unter starkem gegenseitigem Beschuss auf Parallelkurs nach Südwest. Während die Niels Juel und die Schwarzenberg einander attackierten, konzentrierte sich das Feuer der Jylland und der Hejmdal auf die Radetzky. Die preußischen Kanonenboote waren zu weit entfernt, um wirksam einzugreifen.
Gegen 15:30 Uhr fing die Schwarzenberg Feuer und konnte den Kampf nicht fortsetzen. Tegetthoff gab das Signal zum Abbruch, und das österreichisch-preußische Geschwader zog sich, im Feuerschutz der Radetzky, in die neutralen Gewässer der damals zu Großbritannien gehörenden Insel Helgoland zurück. Da das dänische Flaggschiff Jylland genau zu diesem Zeitpunkt einen Treffer in die Kommandantenkammer erhalten hatte, der ihre Ruderanlage beschädigte, kam der dänische Versuch, die Gegner abzufangen, zu spät. Das britische Kriegsschiff Aurora beobachtete das Gefecht und lag bereit, das britische Hoheitsgebiet zu verteidigen. Deshalb musste Suenson die Verfolgung gegen 16:30 Uhr abbrechen. Das Seegefecht war beendet.
Das dänische Geschwader hatte 14 Tote und 55 Verwundete zu beklagen, die österreichischen Schiffe 32 Tote und 59 Verwundete. Die preußischen Schiffe hatten keine Verluste erlitten.

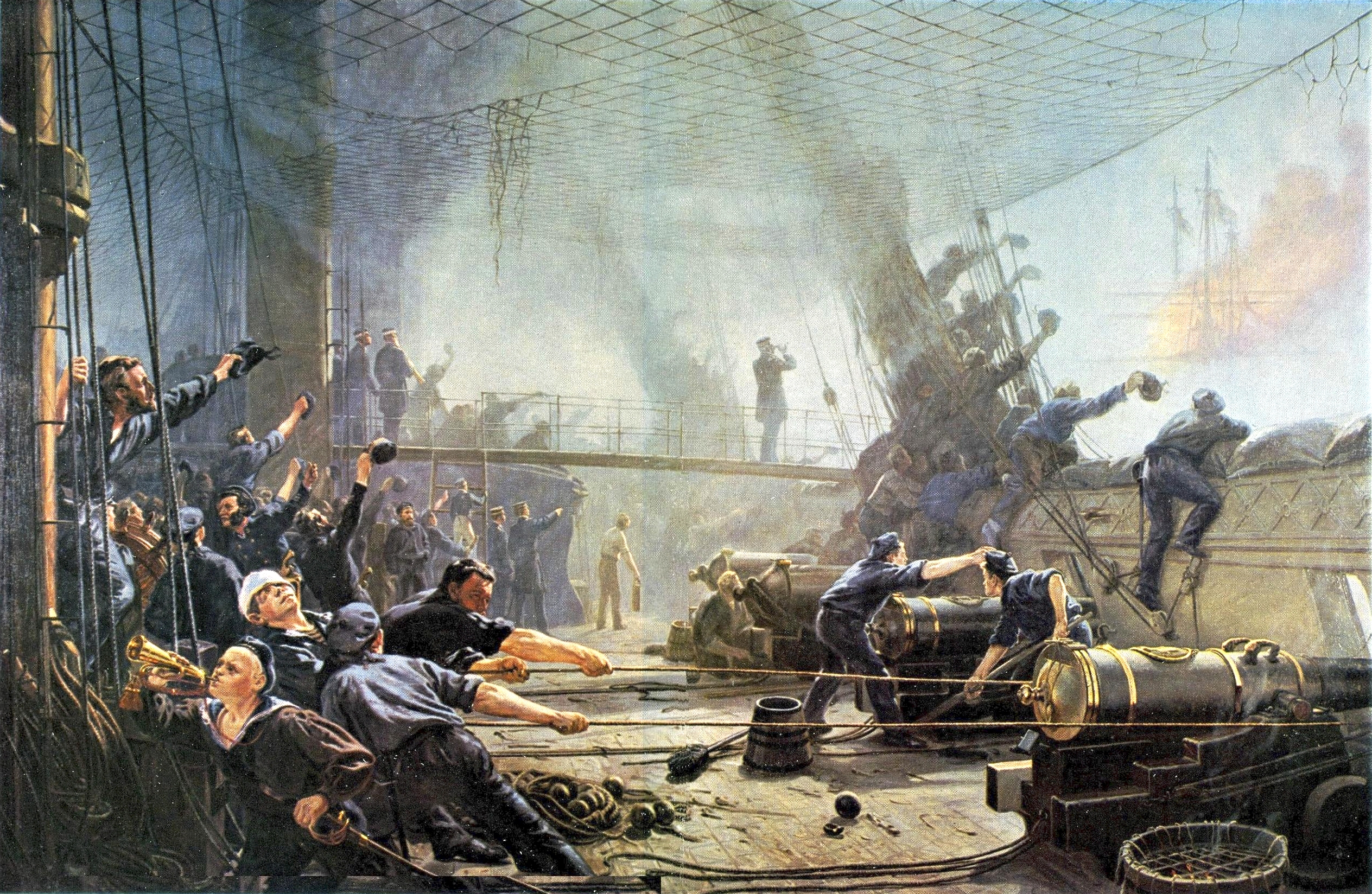
An Bord der Fregatte Niels Juel in der Schlacht von 1864 (Gemälde von Christian Mølsted)
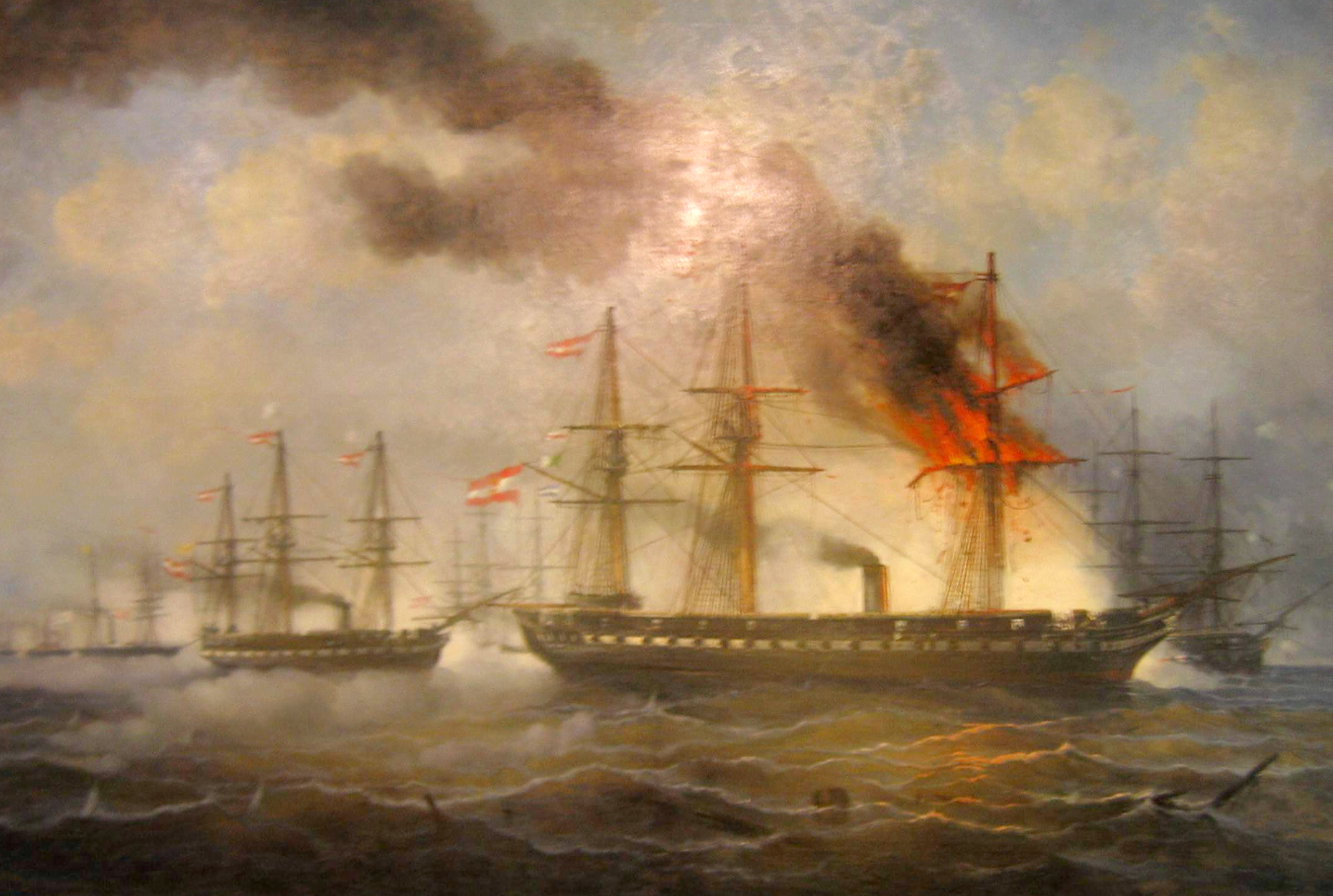
Die Fregatten Schwarzenberg und Radetzky (Gemälde von Josef Püttner)
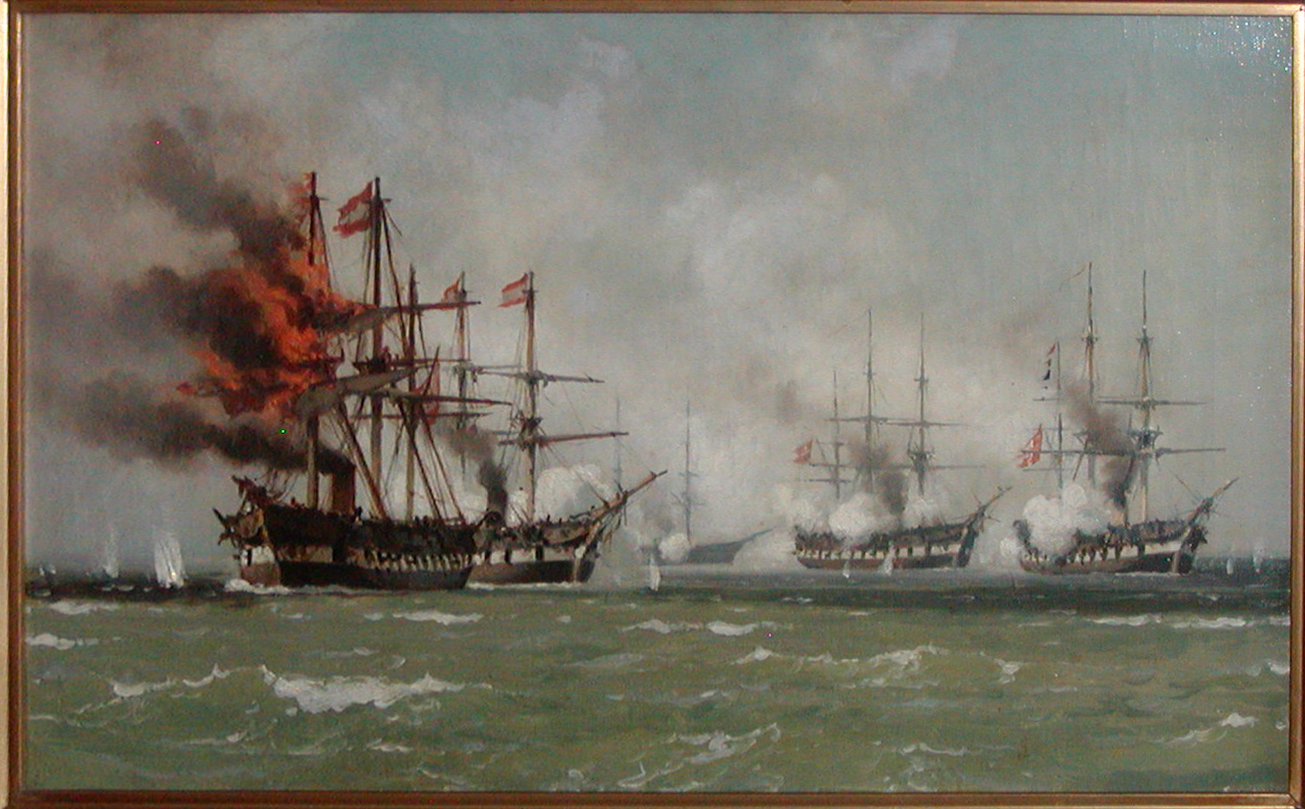
Das österreichische Flaggschiff Schwarzenberg brennt (Gemälde von Johan Carl Neumann)
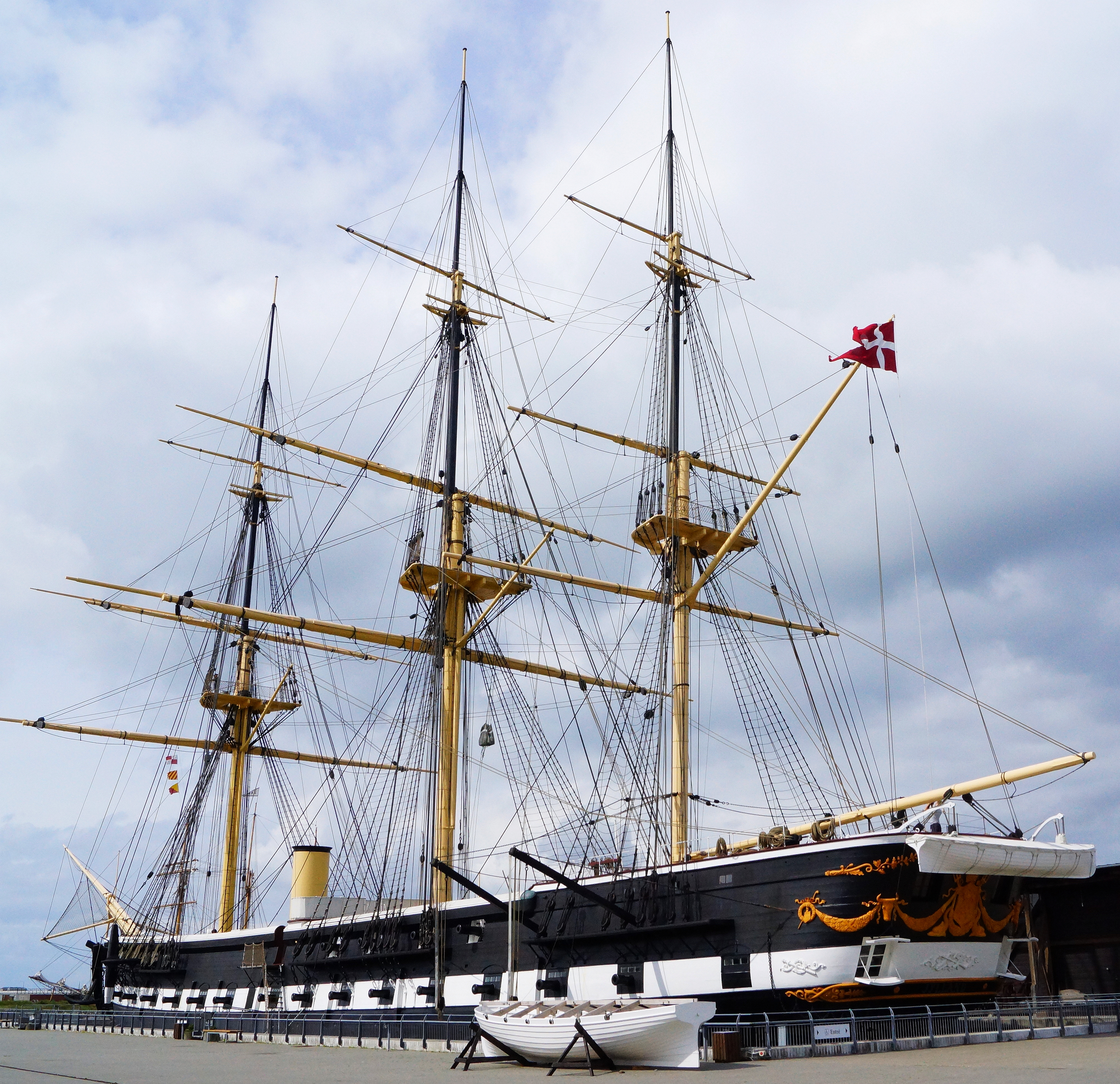
Fregatte Jylland (Museum in Ebeltoft), Dänemark

## Das Ergebnis des Seegefechts

Ankunft des dänischen Geschwaders in Kopenhagen, 15. Mai 1864, Illustration von Viggo Fauerholdt

Die Dänen warteten außerhalb der Hoheitsgewässer Helgolands, aber im Schutze der Dunkelheit zogen sich die österreichischen und preußischen Schiffe nach Cuxhaven zurück. Das dänische Geschwader wurde nach Kopenhagen zurückbeordert, da ab dem 12. Mai 1864 der Waffenstillstand in Kraft trat. Die Blockade war damit aufgehoben und der Krieg entschieden.
Sowohl in Dänemark als auch in Österreich wurde das Ergebnis des Gefechts als Sieg betrachtet. Das dänische Geschwader wurde bei der Ankunft in Kopenhagen begeistert gefeiert; Österreich beförderte Tegetthoff zum Konteradmiral.

## Gedenken
Erinnerungsorte:

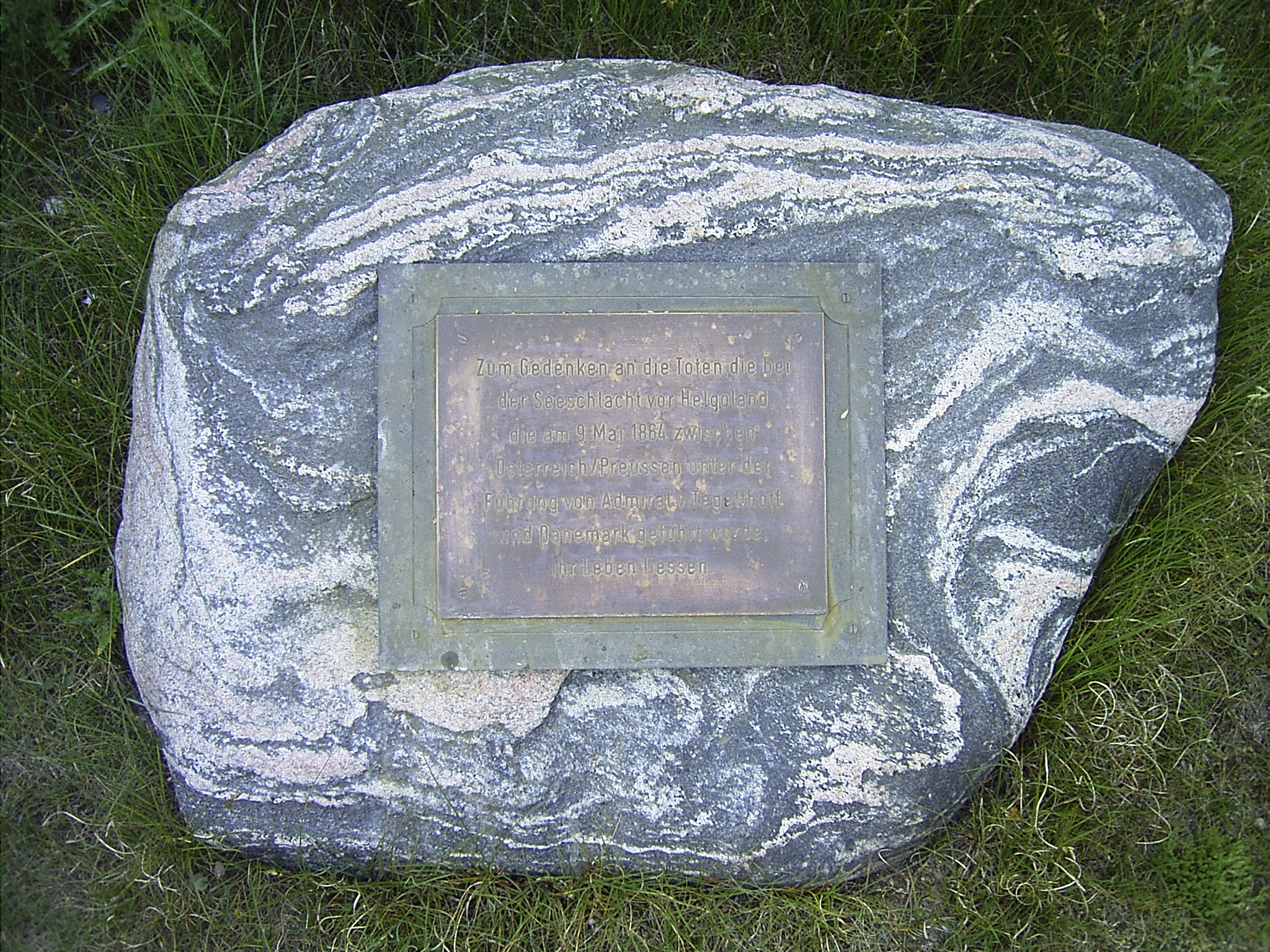
Gedenkstein auf dem Friedhof der Namenlosen, Düne, Helgoland

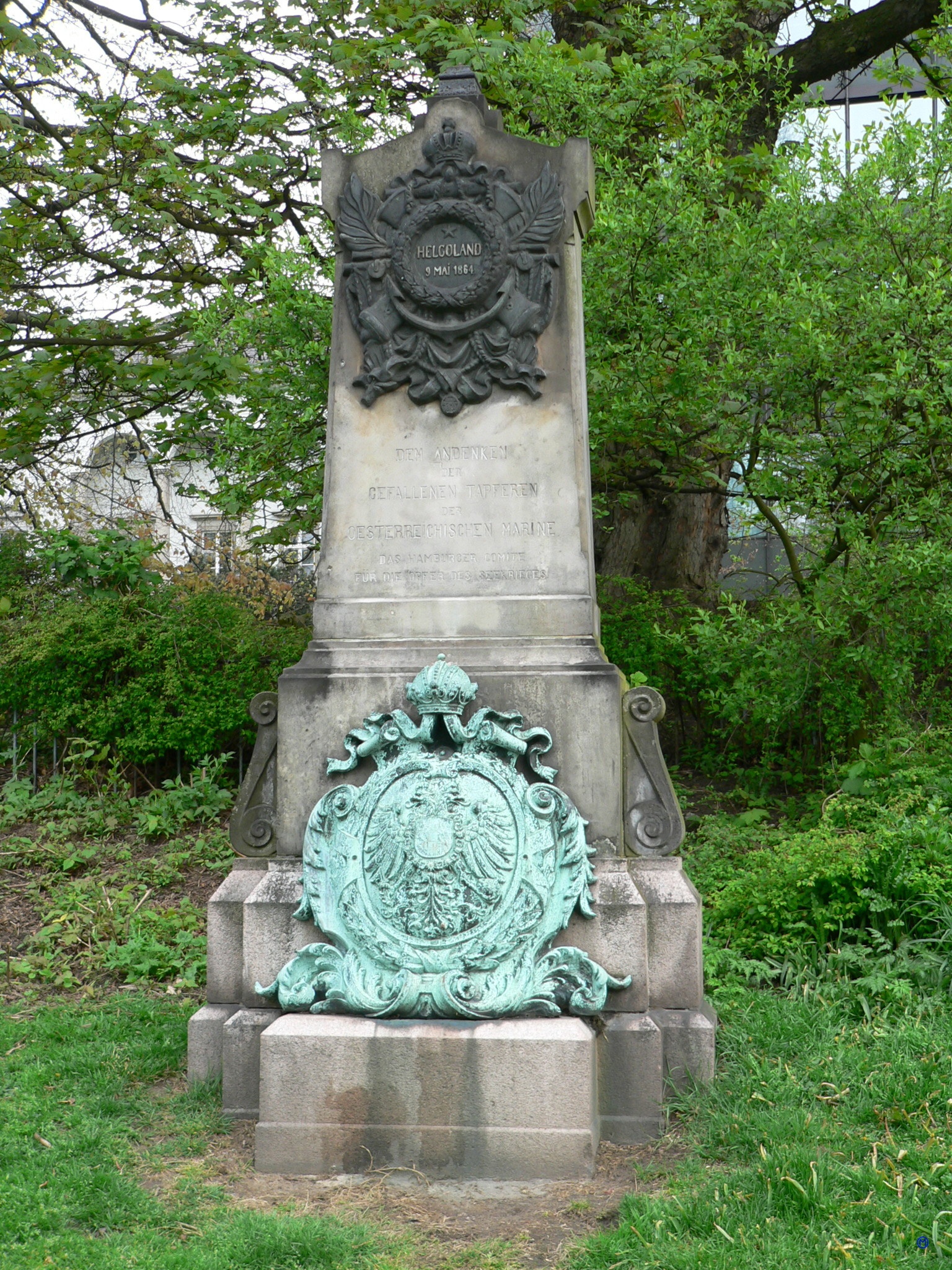
Denkmal für die Gefallenen der österreichischen Marine östlich unterhalb des Altonaer Balkons

- Denkmal für die Gefallenen der österreichischen Marine auf dem Altonaer Balkon in Hamburg-Altona-Altstadt
- Österreichische Kriegsgräberstätte in Ritzebüttel (Cuxhaven)
- Gedenkplatte für die in den Hamburger Hospitälern verstorbenen Österreichischen Land- und Seesoldaten bei der St.-Joseph-Kirche in St. Pauli
- Erinnerungstafel auf Helgoland auf dem Friedhof der Namenlosen auf der Düne[2]
- Erinnerungstafel am Tegetthoff-Denkmal am Praterstern in Wien.

Die Fregatte Jylland existiert heute noch als Museumsschiff und kann in der dänischen Stadt Ebeltoft besichtigt werden.
1911 wurde der österreichische Rapidkreuzer Helgoland in Erinnerung an die Schlacht auf Stapel gelegt.